# Rue de la Question
La rue de la Question  (en alsacien : Diemelgass) est une voie de Strasbourg, rattachée administrativement au quartier Gare - Kléber et située dans le quartier historique Finkwiller, proche des Ponts couverts. Elle part du no 4 de la rue Finkwiller selon un tracé nord-sud, puis devient plus étroite et forme un coude vers l'est pour rejoindre la rue Saint-Marc au no 2. Du côté de la rue Finkwiller, la rue a été privée d'une partie de ses anciens bâtiments, démolis au moment de la construction de l'école maternelle du groupe scolaire Finkwiller.

## Origine du nom
Le nom de la rue fait référence à la « question » une forme particulière de torture employée au Moyen Âge, qui consistait à broyer les pouces des suppliciés pour obtenir des aveux. C'est à l'extrémité de la rue, dans le Daümelthurm (ou tour des Poucettes ou des Martyrs), une tour qui faisait partie du système défensif de la ville, qu'on pratiquait cette technique.
Construite au XVe siècle, la tour a été démolie en 1790. Selon le témoignage d'Adolphe Seyboth à la fin du XIXe siècle, son emplacement était encore visible sur la chaussée, où deux diagonales blanches formaient un angle devant le no 2 (disparu).

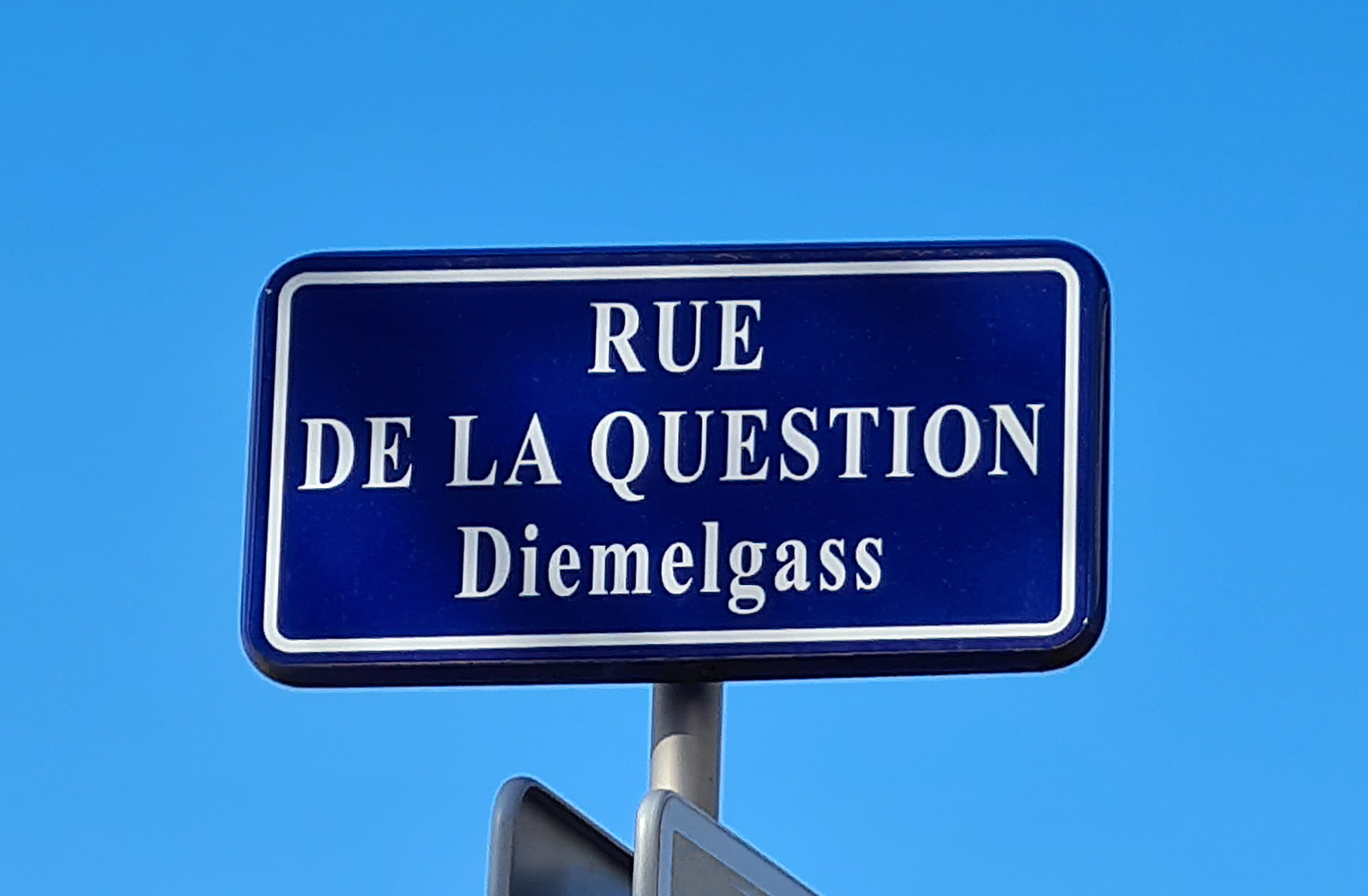
Plaque bilingue, en français et en alsacien.

Attestée depuis le XIVe siècle, la voie porte successivement différents noms : 
Das Tenn (1338), Das Denn (1378), Des Kammerers Gasse (1358), Klappergasse (1398), Vinkengesselin (1452), Finkwilergesselin (1544). Däumengesselin apparaît en 1587, puis Hinder den Muren (1409), rue de la Question (1786), rue de l'Humanité (1794), rue de la Tour ou Thurmgässel (1803), rue des Prisons (1812), rue de la Prison (1832). L'occupation allemande s'accompagne d'un renommage en Däumelgasse en 1872, puis en 1940, ou en Däumelturmgasse en 1942. En 1919, la rue du Mont-de-Piété prend sa place, puis la rue de la Question en 1933 et depuis 1945.
À partir de 1995, des plaques de rues bilingues, à la fois en français et en alsacien, sont mises en place par la municipalité lorsque les noms de rue traditionnels étaient encore en usage dans le parler strasbourgeois. Le nom de La voie est alors sous-titré Diemelgass.

## Bâtiments remarquables
no 6Cette maison à colombages du XVIIIe siècle, qui jouxte l'école, est dotée d'une porte à imposte donnant sur la  rue.

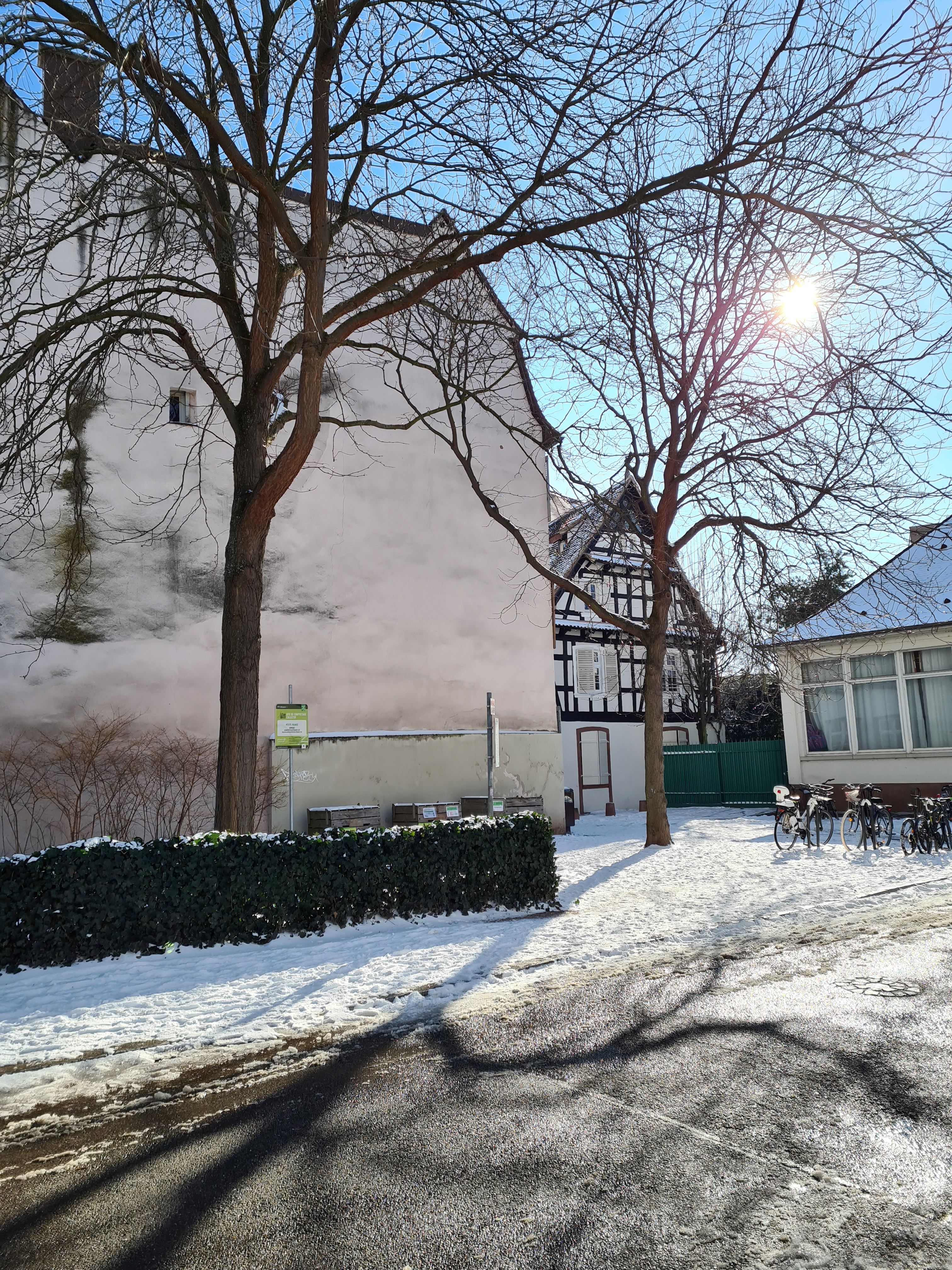
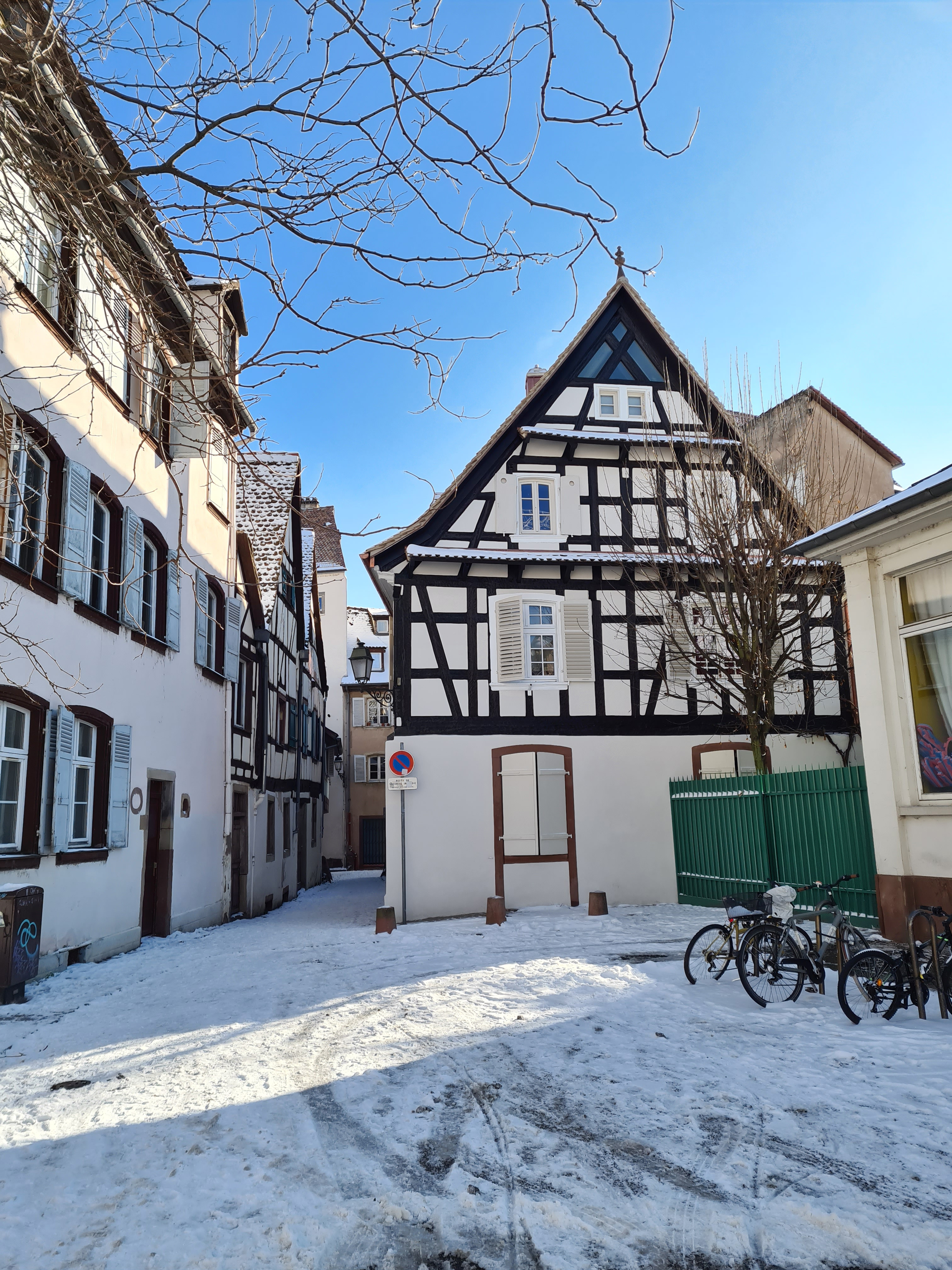
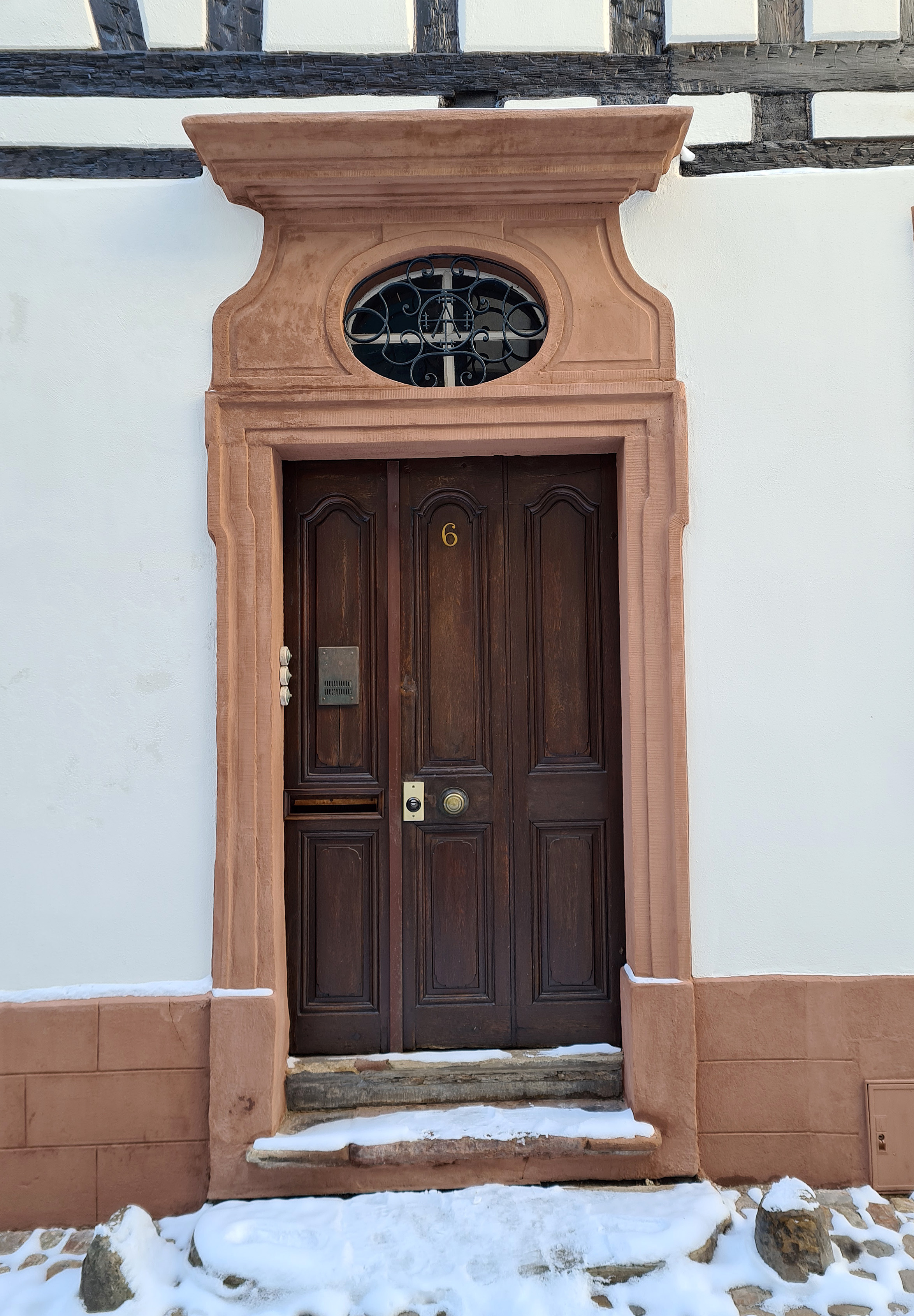

no 8Elle forme l'un des angles avec la rue Saint-Marc.

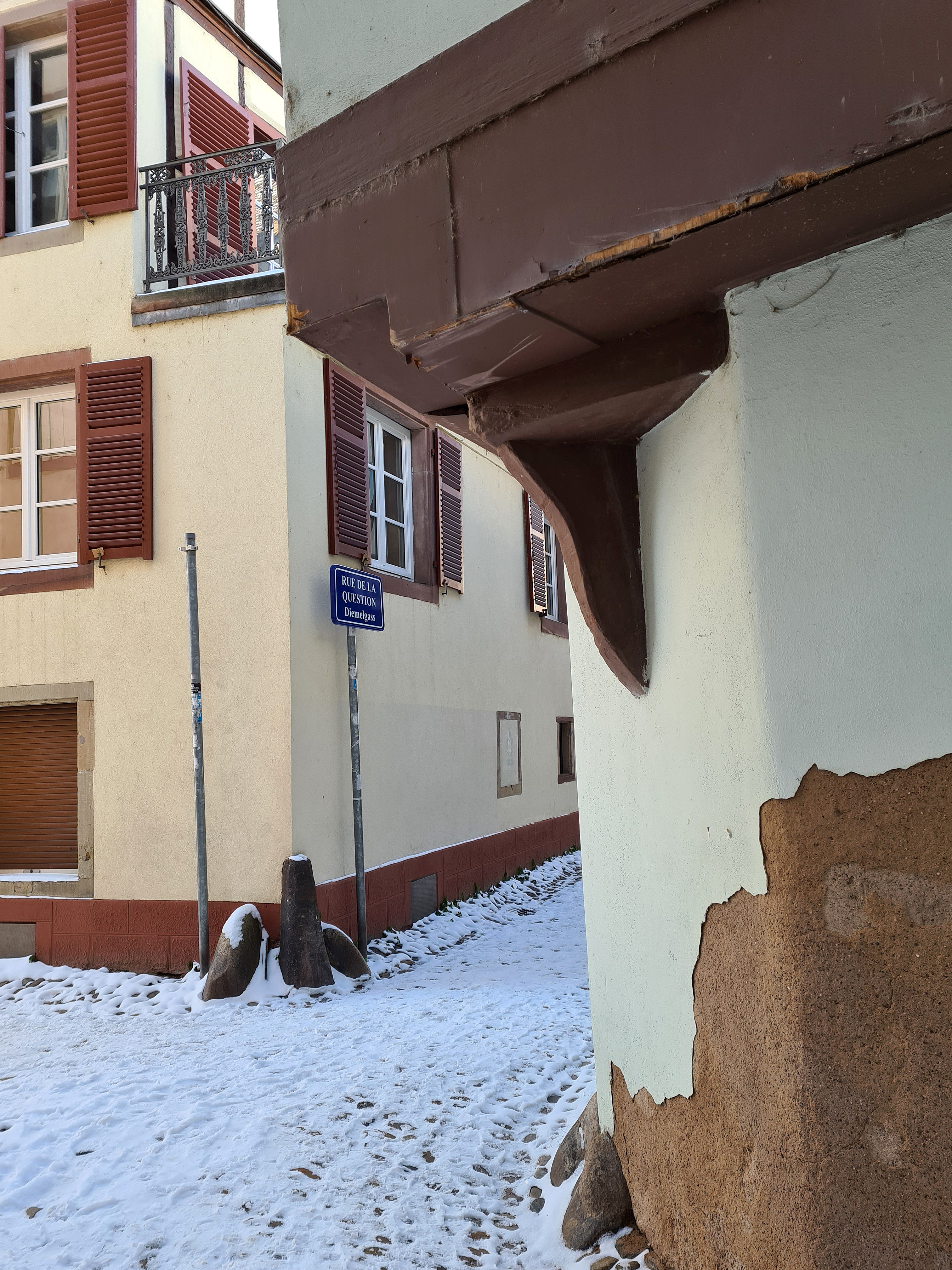
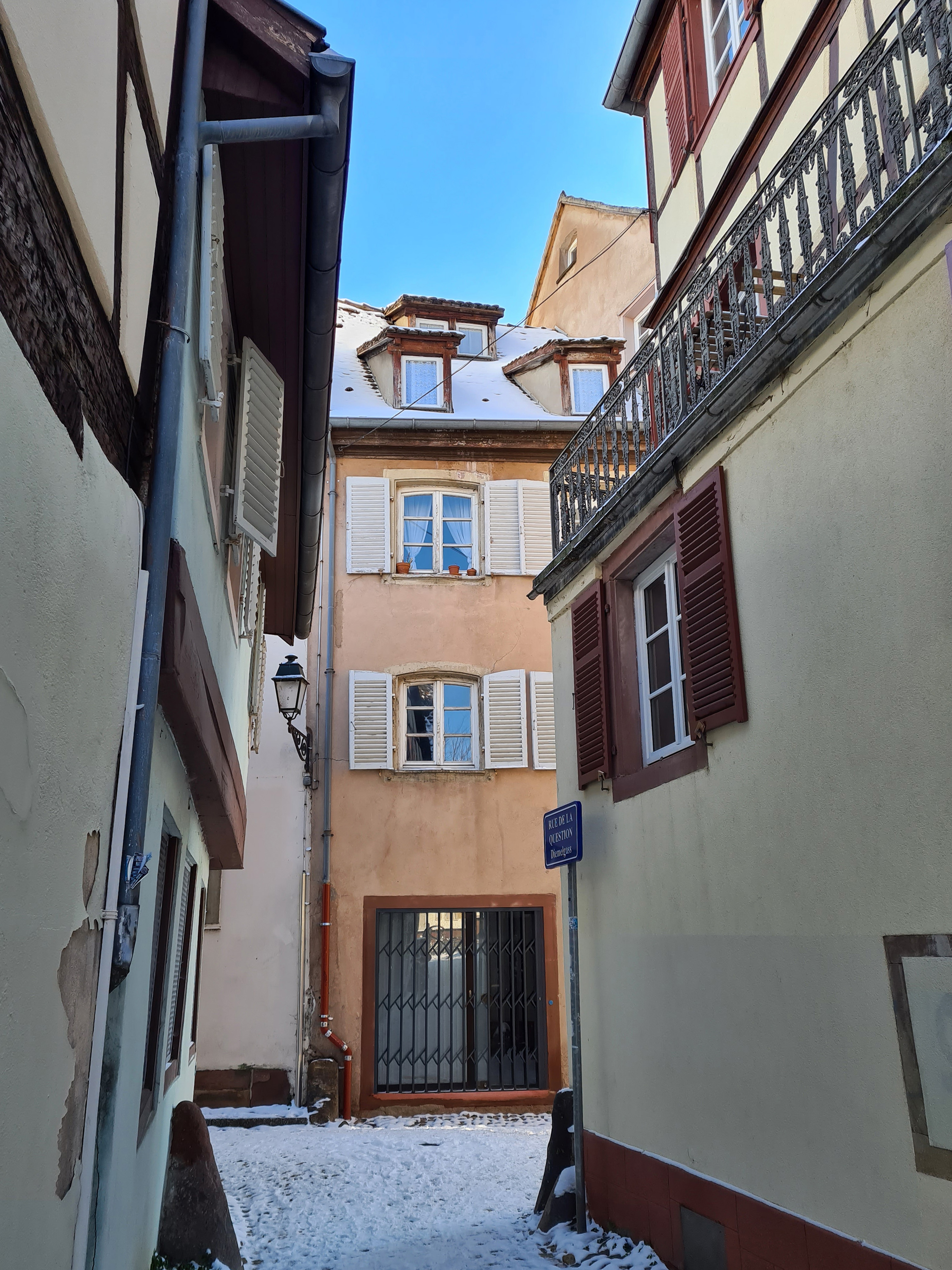
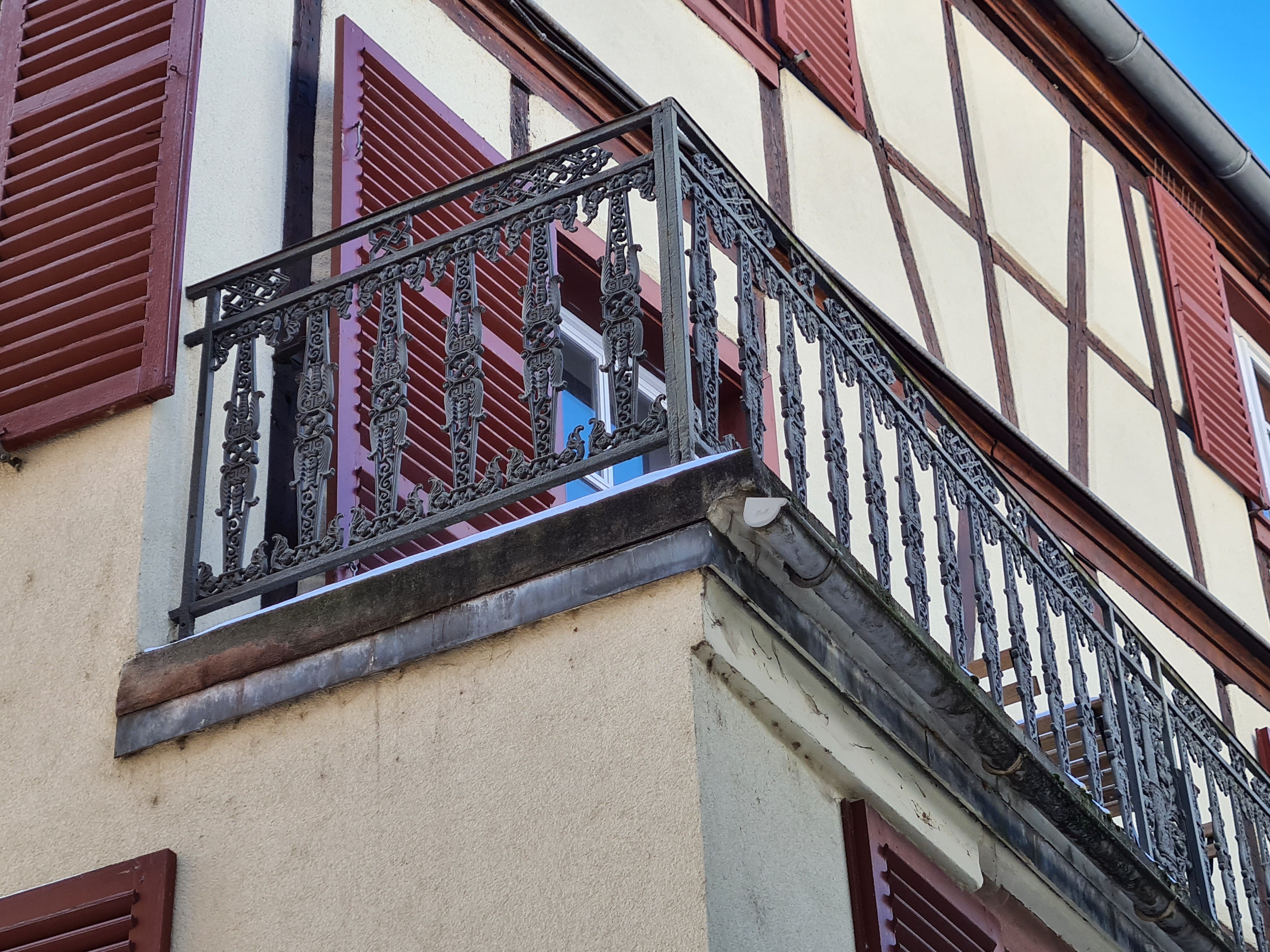
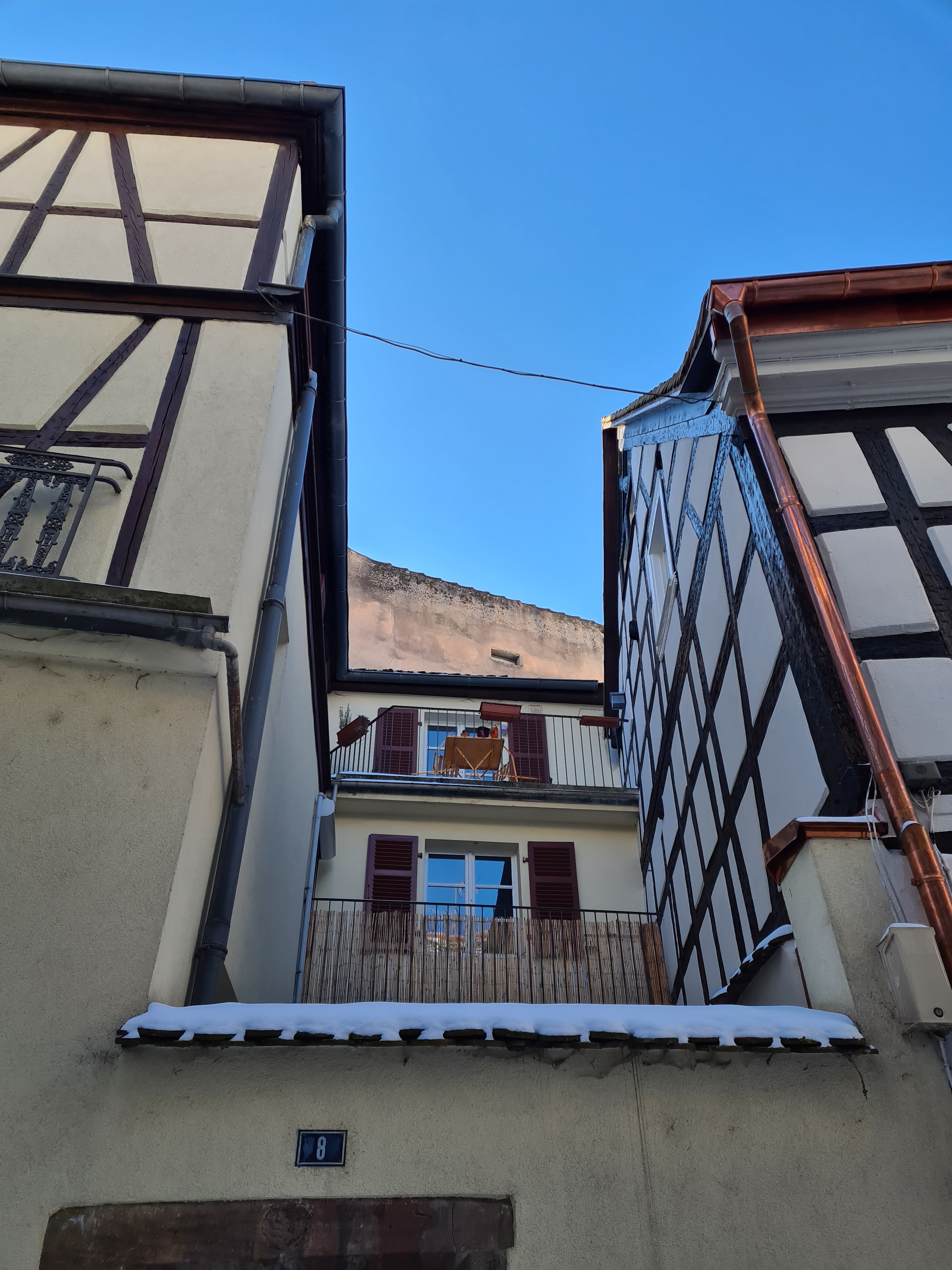
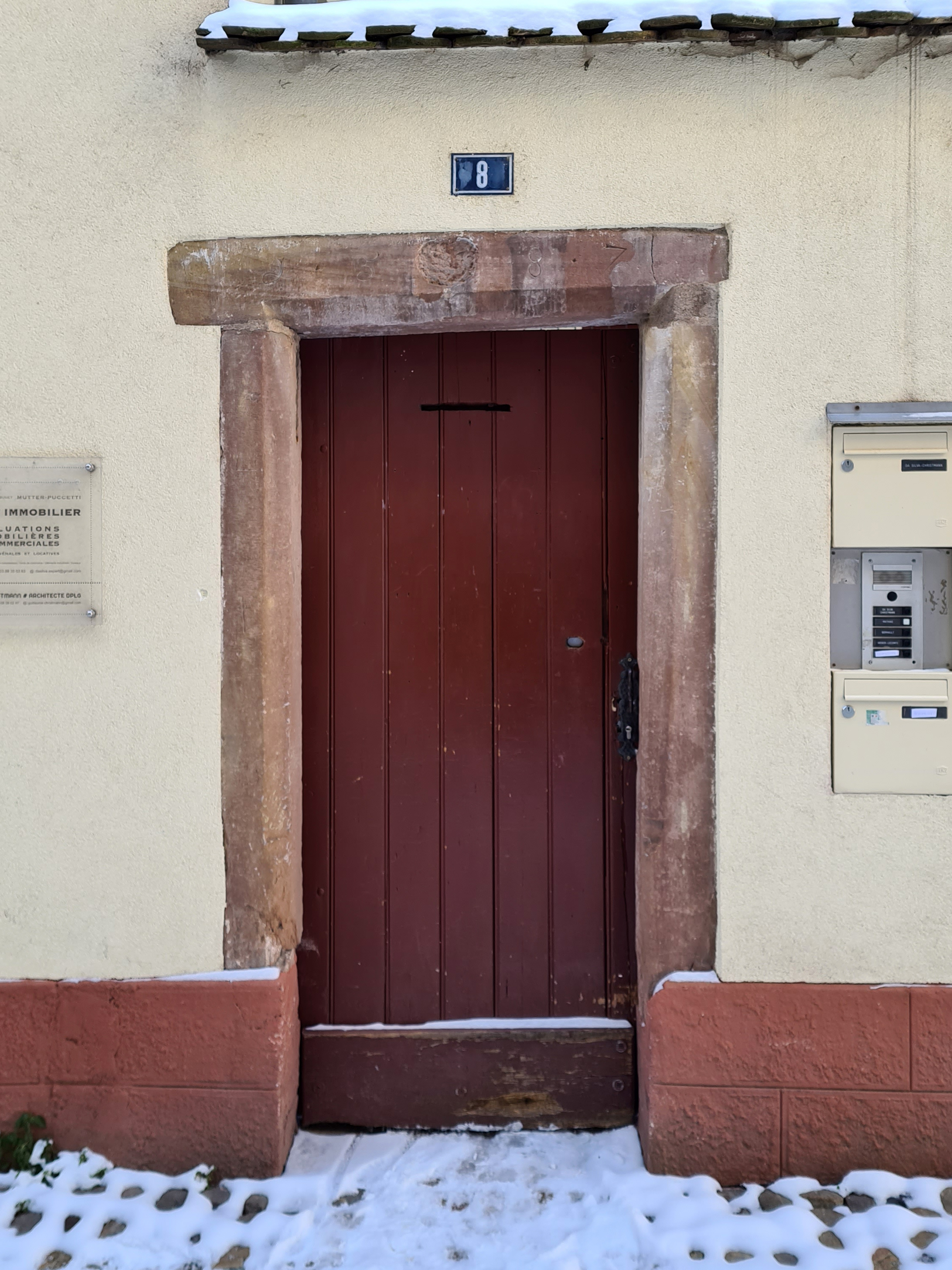